# Gare de Munich-Karlsplatz
La gare de Munich-Karlsplatz (en allemand : Bahnhof München Karlsplatz) est une gare ferroviaire souterraine de la Stammstrecke (de) du réseau S-Bahn de Munich. Elle est située dans le secteur Ludwigsvorstadt-Isarvorstadt de Munich en Allemagne.
Elle est en correspondance avec la station Karlsplatz (Stachus) du métro de Munich et de nombreuses lignes du tramway de Munich.

## Situation sur le réseau
La gare souterraine de Munich-Karlsplatz est établie au point kilométrique (PK) 0,522 de la Stammstrecke (de) du S-Bahn de Munich, entre la gare centrale de Munich et la gare de Munich-Marienplatz.

## Histoire
Des plans pour une station de S-Bahn souterraine sous la Karlsplatz (Stachus) sont présentés au début des années 1950. Un dessin est montré à l'exposition allemande des transports 1953 à Munich. Les installations souterraines qui existent aujourd'hui sont construites au cours de la construction du S-Bahn et du métro (U-Bahn) dans les années 1960 et au début des années 1970.

## Service des voyageurs

### Accueil
Gare souterraine, on y accède par des bouches qui mènent au niveau -1 ou il y a un vaste centre commercial, construit à la fin des années 1960 et entièrement rénové en 2012. 

Installations
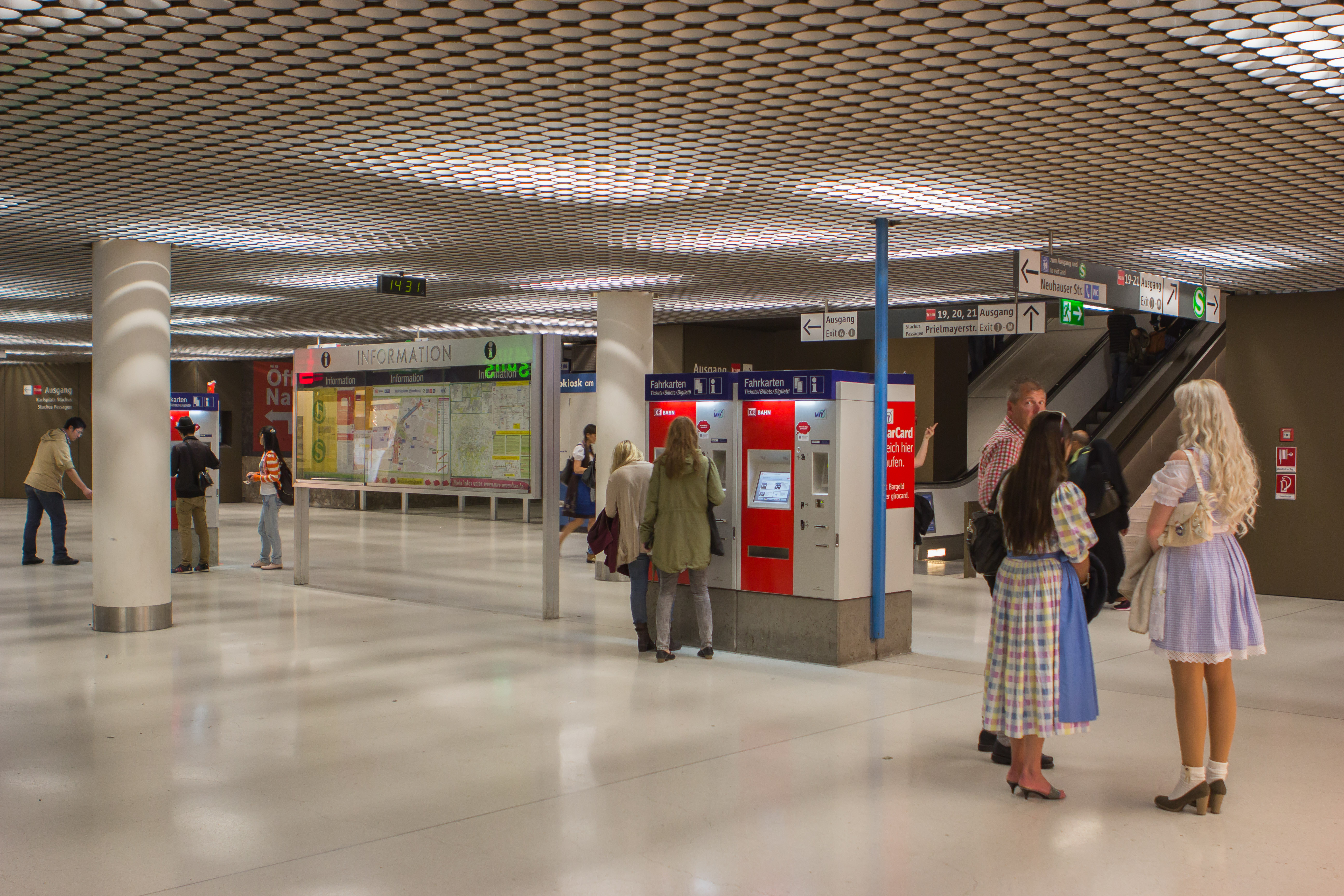
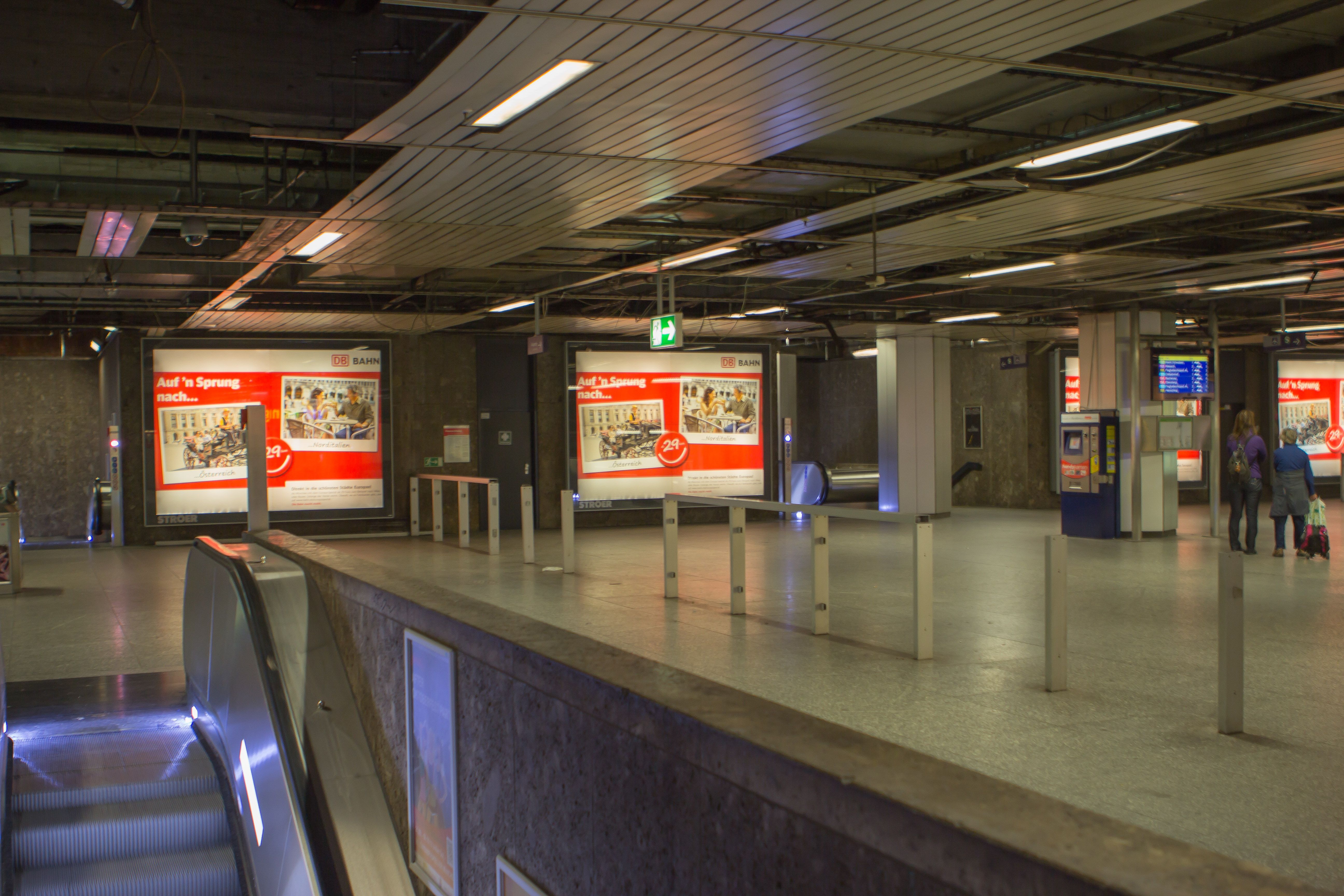

Au niveau -2, il y a une autre partie du centre commercial et une billetterie de la S-Bahn. L'une des dernières loges de poinçonneur en 1972 se situait directement à l'entrée du S-Bahn. Elle fut exploitée de 1997 jusqu'à son démantèlement en février 2016 par Aktion Münchner Fahrgäste avec des employés bénévoles. À l'origine, il y avait trois loges de ce type dans cette gare où les billets sont vendus. L'une fut démontée et l'autre transformée en distributeur automatique. Dans la zone non publique, la gare de chargement de 4,30 m de haut se situe sur toute la longueur du bâtiment. Elle sert à approvisionner les magasins du centre commercial ainsi que les bâtiments environnants, par exemple la Galeria Kaufhof.

Installations
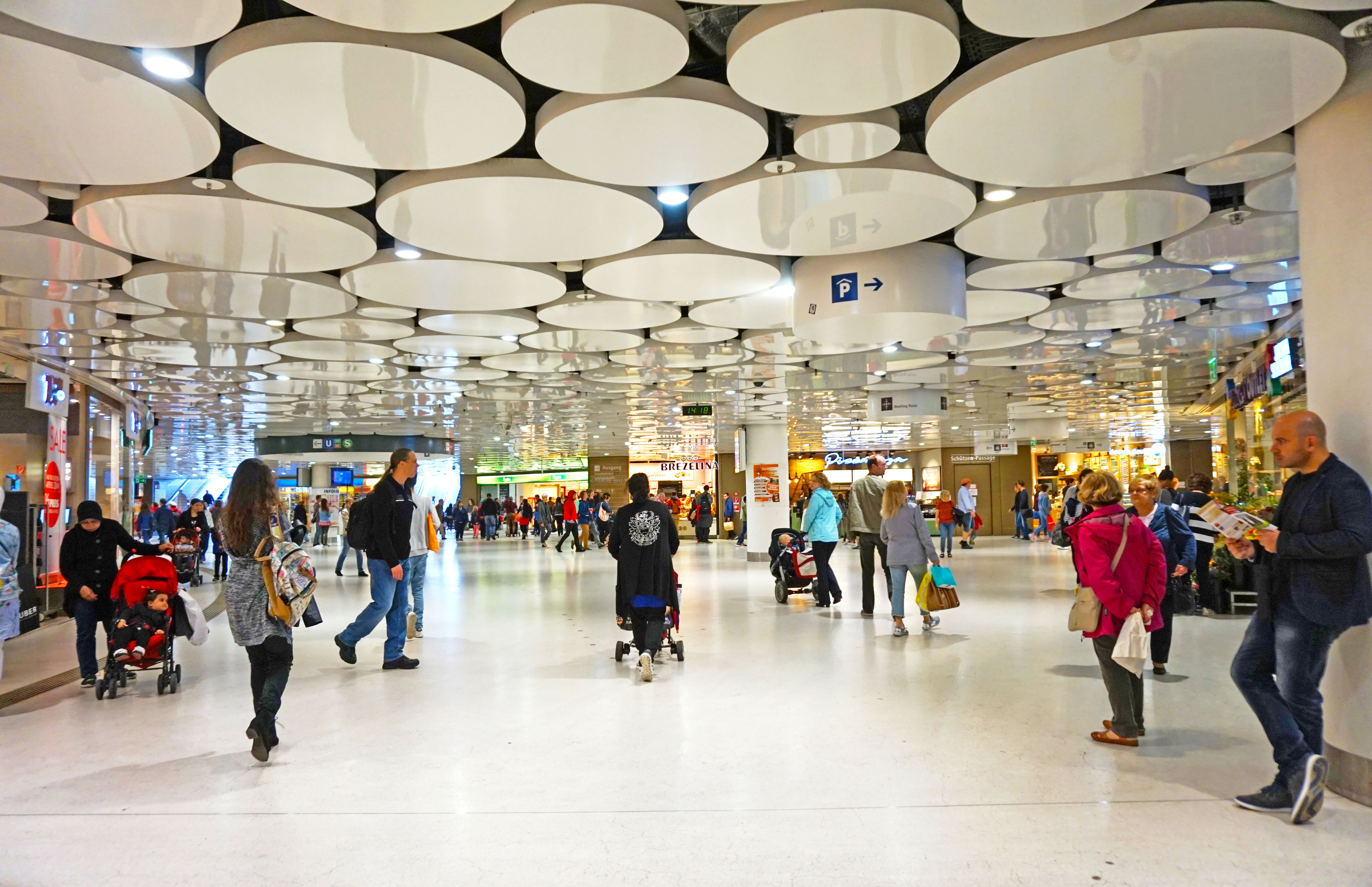
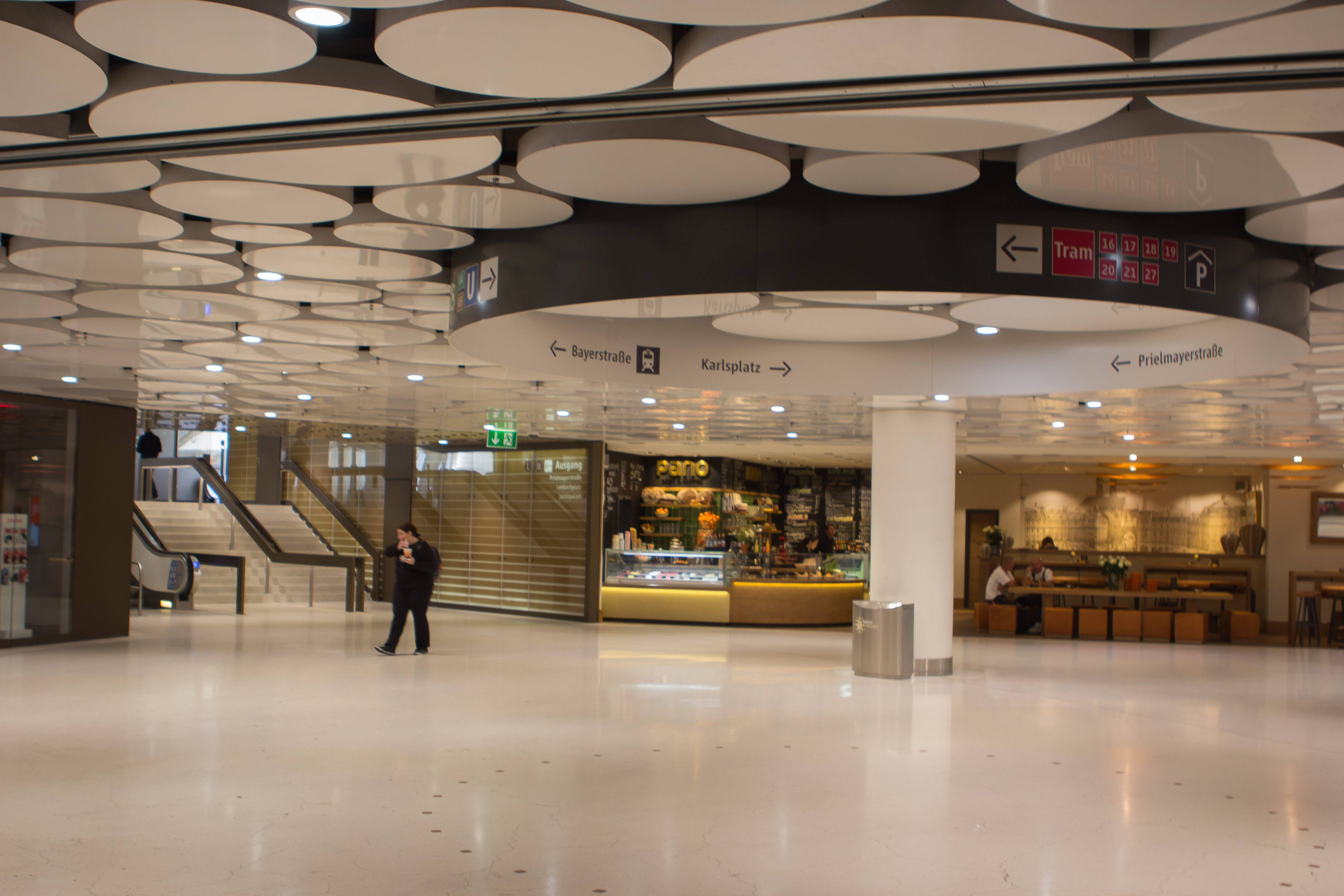
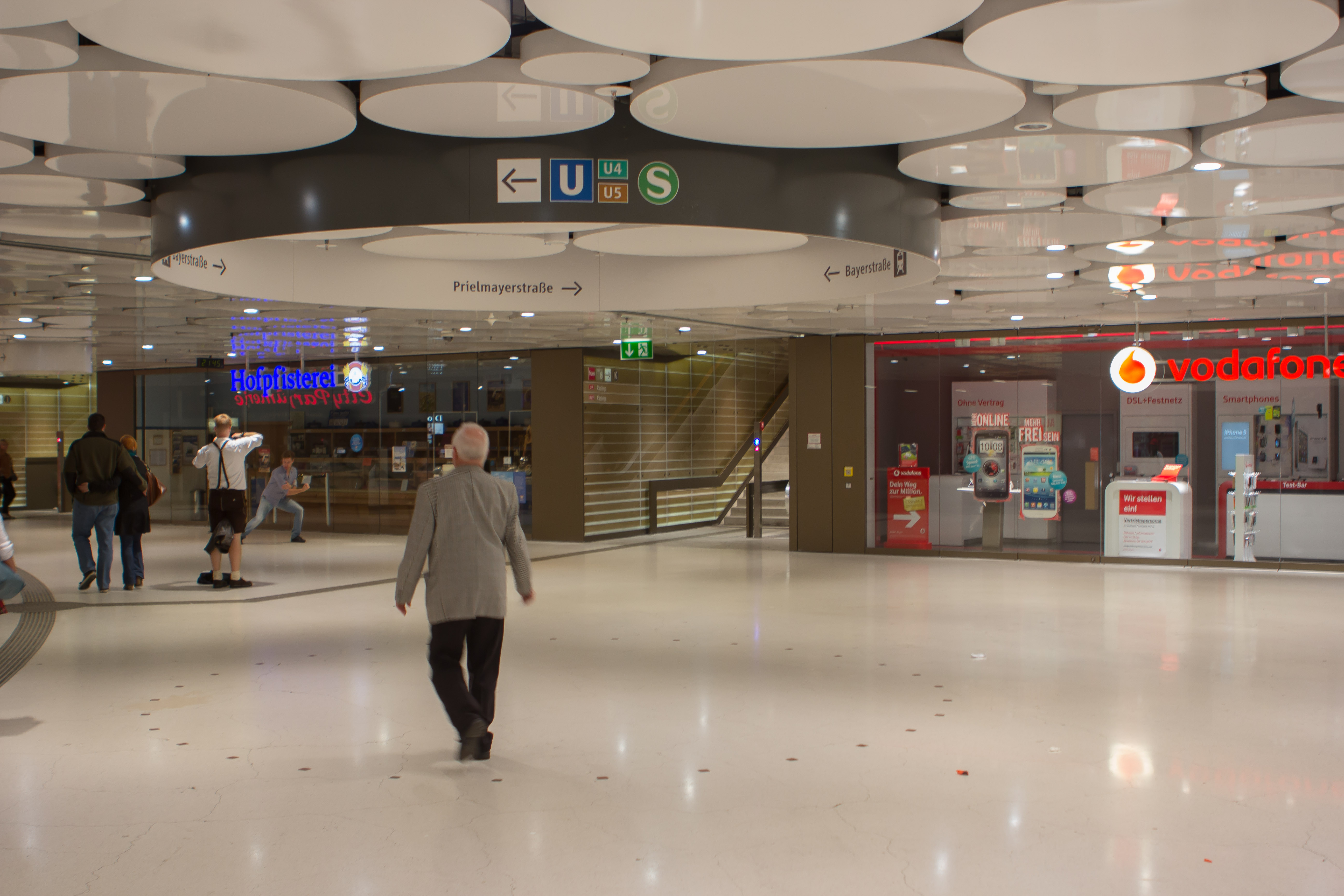

### Desserte
C'est au niveau -3, que se situent les quais et les voies de la gare S-Bahn, avec les lignes S1 à S8 de la gare centrale en direction de la gare de l'Est sur deux voies à quatre quais dans la solution espagnole. Les plates-formes sont revêtues de panneaux muraux blancs et munies d'une couleur d'identification bleu foncé sur les piliers et dans les bandes de guidage sur les murs. En 2007, 87 700 personnes embarquant, débarquant et transférant des passagers utilisaient l'arrêt du S-Bahn chaque jour (du lundi au vendredi). Les plates-formes du S-Bahn mesurent 210 m de long et sont 96 cm au-dessus du sommet des rails.

Installations et desserte
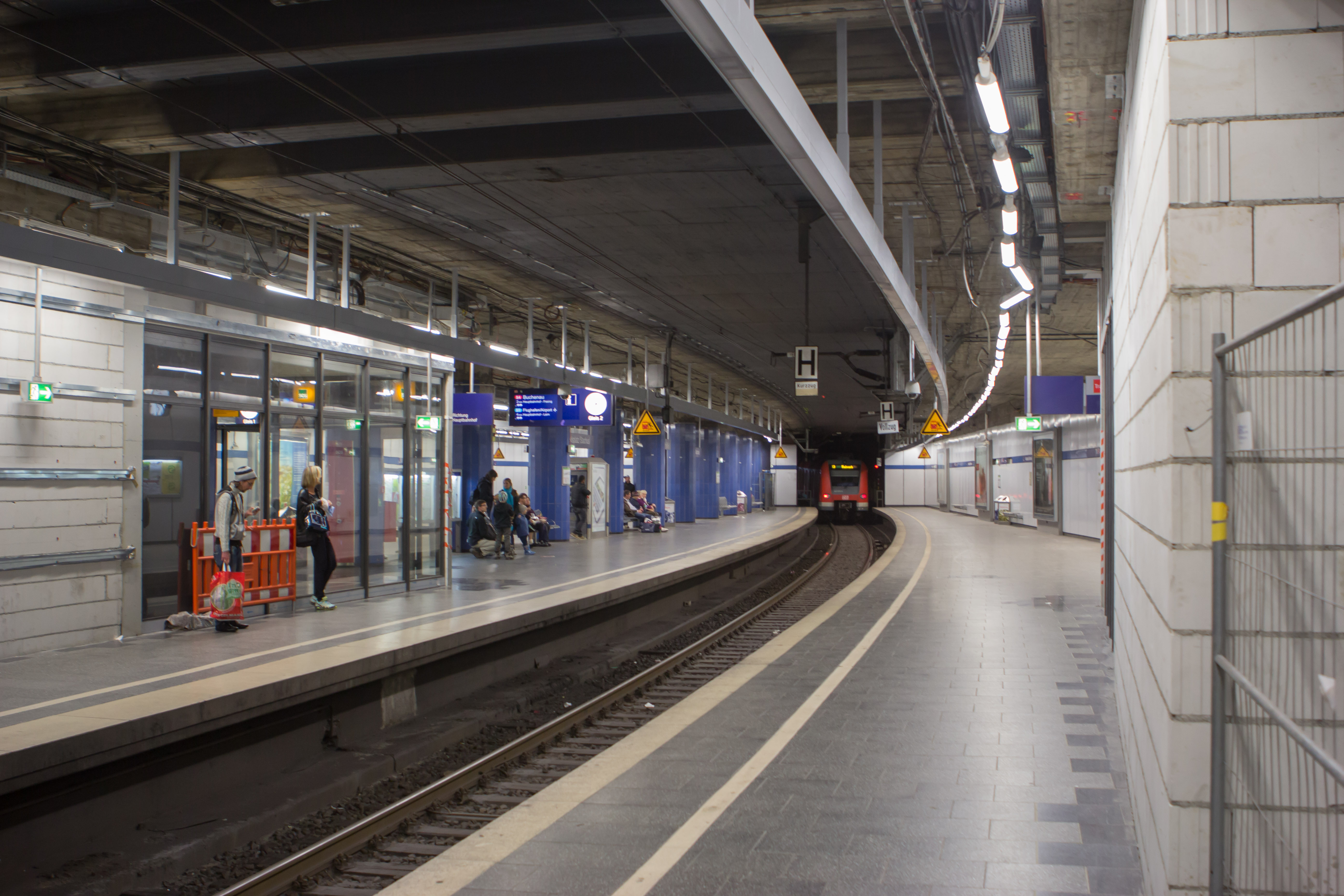
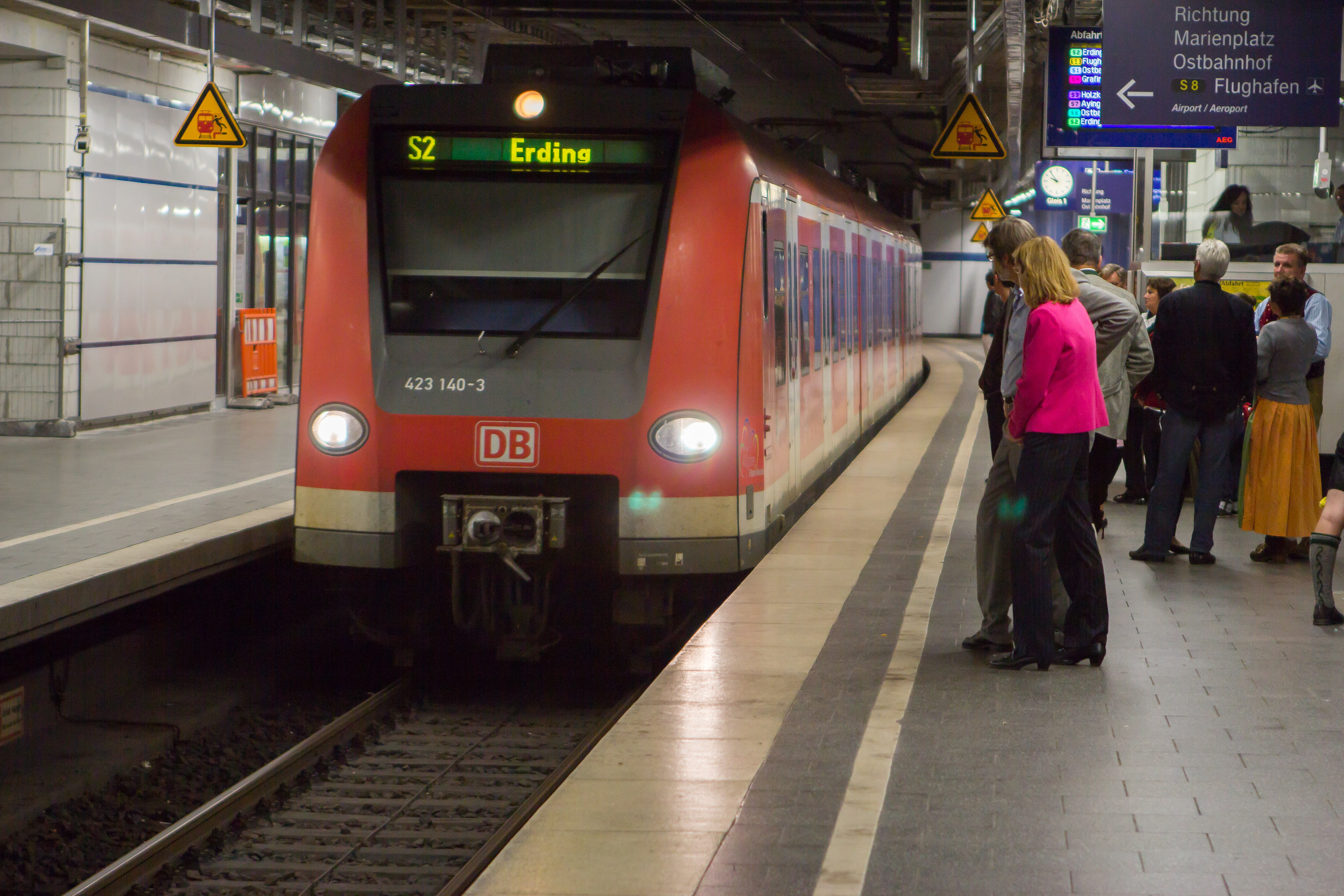
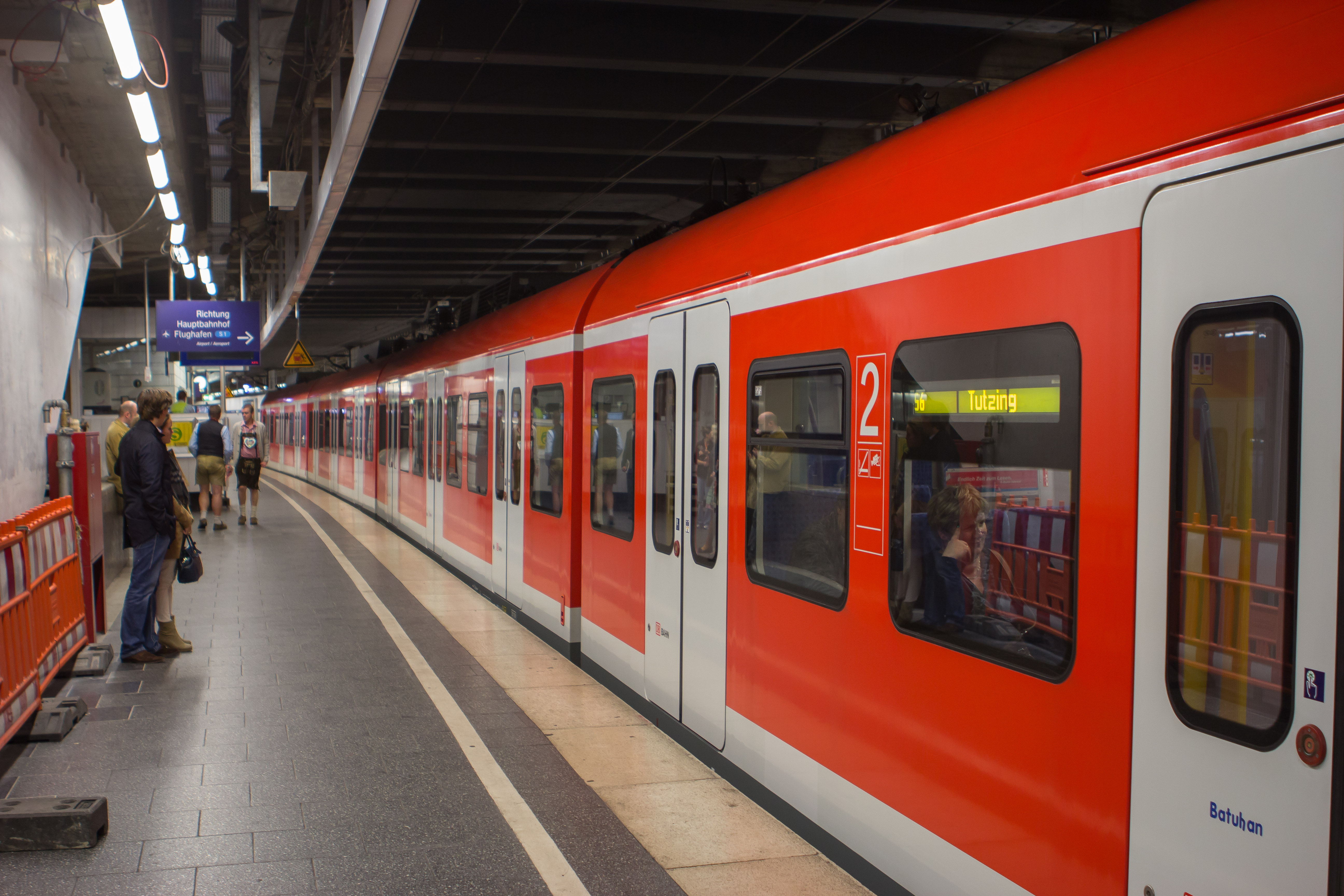

### Intermodalité
La gare est en correspondance avec des lignes de tramway et deux lignes du métro. La correspondance avec la station du métro Karlsplatz (Stachus) s'effectue par le niveau -4 qui permet de rejoindre la mezzanine du S-Bahn au métro. Avant le dernier escalier menant à la station de métro, les trois escaliers mécaniques du deuxième sous-sol se rejoignent également du côté ouest. La station des lignes de métro 4 et 5 se trouve au niveau -5, également dans le sens est-ouest. Les murs représentent des vieux tramways, censés rappeler les anciens tramways de Munich. Il y a des tunnels séparés pour chaque direction, qui sont reliés à deux tunnels transversaux aux sorties. Le tunnel de la plate-forme sud est décalé vers l'ouest d'environ 20 m par rapport au tunnel nord. Au niveau -5, il y a les escaliers mécaniques les plus longs de la zone MVV à la sortie de la Lenbachplatz, avec 247 marches de 56,5 m de long surmontant un dénivelé de 20,63 m. Du niveau -1 on accède directement à lanstation du tramway de Munich, Neuhauser Strasse. En surface, presque toutes les lignes de tramway de la Münchner Verkehrsgesellschaft se rejoignent ici sur l'Altstadtring devant la Karlstor.

## À proximité
- Karlstor
- Palais de justice (Munich)